# Chakobos
Els chakobos són un poble indígena de Bolívia que compta amb 1.532 individus el 2012. Principalment viuen prop del riu Ivon y Medio i del riu Benicito al departament de Beni al nord-est de Bolívia. Una banda també viu a prop del riu Yata.

## Nom
"Chácobo" prové d'una llengua veïna. El seu autònim és Nóʔciria, que significa "Nosaltres que som realment nosaltres mateixos". També es coneixen com a Pacaguara, Pacaguara de Ivon, o Pachuara.

## Idioma
La llengua chácobo pertany al grup bolivià de les llengües pano. L'idioma s'ensenya en escoles bilingües i s'escriu amb alfabet llatí.

## Història i cultura
En el passat, els chakobo vivien a la riba nord del llac Rogo Aguado i a la part alta de riu Yata. Els chácobo eren tradicionalment nòmades i pescaven, caçaven i recol·lectaven plantes silvestres, i l'agricultura només tenia un paper menor a la seva vida. En 1845, hi havia uns 300 chácobo. El seu número es va reduir a 170 en 1970, però va augmentar de nou a uns 300 en la dècada de 1980. La població que es va autoreconèixer com a chácobo en el cens bolivià de 2001 va ser de 247 persones. Aquest número va augmentar a 1.532 en el cens de 2012.